# Ван де Роварт, Пауль
Паулюс (Пауль) ван де Роварт (нидерл. Paulus (Paul) van de Rovaart; 24 января 1904, Утрехт — 24 ноября 1995, Оммен, Оверэйссел) — нидерландский хоккеист на траве, полевой игрок. Серебряный призёр летних Олимпийских игр 1928 года.

## Биография
Пауль ван де Роварт родился 24 января 1904 года в нидерландском городе Утрехт.
Играл в хоккей на траве за ХДМ из Гааги.
В 1928 году вошёл в состав сборной Нидерландов по хоккею на траве на летних Олимпийских играх в Амстердаме и завоевал серебряную медаль. Играл в поле, провёл 4 матча, забил 2 мяча (по одному в ворота сборных Франции и Германии).
За карьеру провёл 17 матчей в составе сборной Нидерландов.
Умер 24 ноября 1995 года в нидерландском городе Оммен.